# Мой брат Анастазия
Мой брат Анастазия (англ. Anastasia mio fratello) — итальянский драматический фильм 1973 года режиссера Стефано Вандзина.

## Сюжет
Праведный итальянский священник отец Сальваторе Анастазия приезжает в Нью-Йорк по приглашению своего родного брата Альберто. Священник — очень доверчивый и честный человек, и поэтому он поначалу не догадывается, что его необычайно щедрый брат на самом деле является большим американским гангстером.

## В ролях
- Альберто Сорди — отец Сальваторе Анастазия
- Ричард Конте — Альберто Анастазия "Большой Ал"
- Лучано Пигоцци — Паскаль
- Эдоардо Файета — Сонни
- Франко Андрисано — комиссар Де Феличе
- Федор Шаляпин-младший — Фрэнк Костелло